# Marisat
Marisat est une famille de trois satellites de télécommunications américains circulant en orbite géostationnaire développés pour répondre aux besoins de la marine de guerre américaine et de la marine marchande. Ce sont les premiers satellites entièrement dédiés aux communications maritimes. Les trois satellites sont lancés en 1976. En 1982 à la suite de la création de l'organisation internationale Inmarsat dédiée aux communications spatiales maritimes, la gestion des trois satellites, désormais entièrement dédiés aux communications à usage civil, est prise en charge par cette nouvelle organisation.

## Historique
En 1973 l'opérateur de satellites de télécommunications américain COMSAT passe commande auprès de Hughes Aircraft Corporation de trois satellites de télécommunications à placer en orbite géostationnaire. Les satellites répondent d'abord aux besoins de la marine de guerre américaine. Celle-ci utilise au début des années 1970 les capacités limitées de la série des petits satellites géostationnaires IDSCP (28 satellites lancés entre 1966 et 1968) et du satellite expérimental TACSAT-1 (en) (lancé en 1969 mais tombé en panne en 1972) complété par un autre satellite expérimental LES-6. Une série de satellites dédiés aux communications maritimes militaires, les Fleet Satellite Communications System (FLTSATCOM), a été commandée en 1971 mais son déploiement ne doit commencer qu'en 1978. La marine de guerre passe un contrat en mars 1973 avec la société COMSAT pour que celle-ci fournisse une capacité de communication via des satellites géostationnaires dans l'Océan Pacifique et l'Océan Atlantique. Un troisième satellite est commandé en septembre 1976 pour assurer la couverture de l'Océan Indien. Les satellites doivent également répondre aux besoins de communications de la marine marchande qui a recours jusque-là aux liaisons radio dont le caractère aléatoire au milieu des océans entrainent des pertes de contact allant jusqu'à 48 heures et un délai moyen de transmission de 12 heures. Les trois satellites sont lancés en 1976. Ce sont les premiers satellites spécialisés dans les télécommunications maritimes. La bande passante est pratiquement entièrement utilisée par la marine de guerre jusqu'en 1978 date à laquelle le premier satellite de la série FLTSATCOM devient opérationnel. En 1982, l'utilisation des trois satellites est confiée à l'organisation internationale Inmarsat dédiée aux communications spatiales maritimes. Les satellites auront une durée de vie remarquable atteignant 32 ans pour Marisat-2.

## Caractéristiques techniques
À l'époque de leur conception la stabilisation 3 axes est mal maitrisée, aussi les satellites Marisat sont spinnés. Les trois satellites identiques ont une masse de 656 kg (362 kg une fois en position) et sont de forme cylindrique avec une hauteur de 3,81 mètres (hors tout avec les antennes) et un diamètre de 2,15 mètres. La partie verticale du cylindre est recouverte de 7000 cellules solaires fournissant 330 watts. La charge utile est constituée par 3 antennes UHF (240  à   400 MHz), une antenne en bande L (1,5  à   1,6 GHz) et une antenne en bande C (4  et   6 GHz) utilisée pour les communications entre le satellite et les stations à terre. Les stations de réception terrestres sont situées à Southbury dans le Connecticut et Santa Paul en Californie.

## Historique des lancements
| Satellite   | Date de lancement | Latitude                 | Couverture           | Lanceur    | Identifiant Cospar | Statut                                     |
| ----------- | ----------------- | ------------------------ | -------------------- | ---------- | ------------------ | ------------------------------------------ |
| Marisat F1  | 19 février 1976   | 15°O (⇒1990) puis 106°O  | Europe puis Amérique | Delta 2914 | 1976-017A          | Retiré du service en 1997                  |
| Marisat F2  | 10 juin 1976      | 176°E (⇒1991) puis 178°O |                      | Delta 2914 | 1976-053A          | Retiré du service en 2008                  |
| [Marisat F3 | 24 octobre 1976   | 72,5°E                   |                      | Delta 2914 | 1976-101A          | Retiré du service à la fin des années 1990 |